# Cereteli
Cereteli (gruz. წერეთელი) – stacja tbiliskiego metra należąca do linii Saburtalo. Została otwarta 15 kwietnia 1979. Nazwana została na cześć gruzińskiego poety Akaki Cereteli.